# Amt Flintbek
La comunità amministrativa di Flintbek (Amt Flintbek) si trova nel circondario di Rendsburg-Eckernförde nello Schleswig-Holstein, in Germania.

## Suddivisione
Comprende 4 comuni:
1. Böhnhusen (298)
2. Flintbek (7 334)
3. Schönhorst (315)
4. Techelsdorf (146)

Il capoluogo è Flintbek.
(Tra parentesi i dati della popolazione al 31 dicembre 2021)